# فهرست فرودگاه‌های جمهوری دموکراتیک عربی صحرا
این مقاله شامل فهرست فرودگاه‌های صحرای غربی است که بر پایهٔ مکان قرارگیری آن‌ها مرتب شده است.

## فرودگاه‌ها
| شهر    | استان                       | ایکائو | یاتا | نام فرودگاه     | مختصات                                                         |
| ------ | --------------------------- | ------ | ---- | --------------- | -------------------------------------------------------------- |
| داخله  | وادی الذهب لکویره           | GMMH   | VIL  | فرودگاه داخله   | ۲۳°۴۳′۰۵″ شمالی ۰۱۵°۵۵′۵۵″ غربی / ۲۳٫۷۱۸۰۶°شمالی ۱۵٫۹۳۱۹۴°غربی |
| العیون | عیون بوجدور - ساقیه الحمراء | GMML   | EUN  | فرودگاه هاسن آی | ۲۷°۰۹′۰۶″ شمالی ۰۱۳°۱۳′۰۹″ غربی / ۲۷٫۱۵۱۶۷°شمالی ۱۳٫۲۱۹۱۷°غربی |
| سماره  | کلمیم السماره               | GMMA   | SMW  | فرودگاه سماره   | ۲۶°۴۳′۵۴″ شمالی ۰۱۱°۴۱′۰۴″ غربی / ۲۶٫۷۳۱۶۷°شمالی ۱۱٫۶۸۴۴۴°غربی |